# 恶战 (我为喜剧狂)
《恶战》（英語：Hard Ball）又名《谈判》（英語：Negotiation）是美国情景喜剧《我为喜剧狂》第1季的第15集，由助理制片人马特·哈伯德编剧，监督制片人唐·斯卡迪诺执导，2007年2月22日通过全国广播公司在美国首播。客串出演这集的演员包括大卫·阿伦·伯施理、格里格·贝罗、卡特里娜·宝登、凯文·布朗、格里兹·查普曼、瑞秋·德拉彻、凯斯·鲍威尔、朗尼·罗斯、格里高利·伍德尔，此外还有图克·卡尔森和克里斯·马修斯在节目中以自己的真实身份登场。
在这一集中，女演员简娜·玛隆妮（Jenna Maroney，简·科拉克斯基饰）在接受《美信》杂志采访时由于听错了问题而导致其回答引起了争议。全国广播公司副总裁杰克·唐纳吉（Jack Donaghy，亚历克·鲍德温饰）开始就电视节目《与崔西·乔丹》剧组成员乔什·吉拉德到期合约的续期展开谈判。电视台杂工跟班肯尼斯·帕塞尔（Kenneth Parcell，杰克·麦克布瑞尔饰）成为男演员崔西·乔丹最新的一名随行人员。

## 剧情
为全国广播公司喜剧小品《与崔西·乔丹》工作的乔什·吉拉德之前签订的工作合同到期了，所以需要和副总裁杰克·唐纳吉商谈新的合同。后者希望通过这次谈判把对方的薪水拉低，从而节省一些资金，所以首席编剧丽兹·莱蒙（Liz Lemon，蒂娜·菲饰）提前告诉乔什要小心。由于乔什看起来好像生病了，她还去买了一些汤送给他，但却意外看到乔什和《每日秀》的一位制片人进行商讨。丽兹大为光火，认为乔什脚踏两条船，于是决定在这场谈判中帮助杰克。乔什和经济人回到谈判桌前，相信和《每日秀》的协议十拿九稳了，但已经得知此事的杰克表示自己有能力让《每日秀》拒绝聘用他，这将导致乔什失去唯一的谈判筹码。然后他给出了与之前合同条款完全相同的新合约，乔什别无选择只能接受。丽兹仍然为乔什的背叛感到不快，要求乔什现场跳虫子舞。
女演员简娜在接受《美信》杂志采访时由于听错了对方的问题，导致其所做出的回答受到了误解，让人以为她“憎恨军人”，可实际上她说的是“讨厌剧团”。由此引来的争议让杰克不得不安排她上一次《与克里斯·马修斯的恶战》节目，希望能化解之前的误会。没想到，简娜竟然把奥萨马·本·拉登和正参与民主党总统候选人提名角逐的时任联邦参议员贝拉克·奥巴马混为一谈。之后《与崔西·乔丹》的舞台上还意外出现了卐，这更让情况雪上加霜。
崔西·乔丹为了表扬杂工跟班肯尼斯·帕塞尔对自己的好处，于是“批准”他加入自己的随从行列。但他意外发现另外两名随从格里兹·格里斯伍德和达特·康·斯莱特里一直在打篮球、玩《最后一战系列》或是棋盘游戏时故意放水让自己赢，恼怒之下他“解雇”了两人，但肯尼斯独自作崔西的“随从”显然不是很够格。在电视台大楼下，崔西被一群正在大楼前抗议简娜言论的人挡住了去路，还以为自己被一群黑帮分子包围了，幸好格里兹和达特·康及时赶到，把崔西“救”了出来。

## 制作
曾长期和蒂娜·菲在全国广播公司喜剧小品《周六夜现场》中合作的瑞秋·德拉彻本是扮演简娜·玛隆妮一角的初定人选，并已在节目起初拍摄的试播集中出演了这一角色。但到了2006年8月，执行制片人洛恩·迈克尔斯宣布简娜一角将另选演员出演，但德拉彻还是会在之前的多集节目中以不同的身份登场。在最后播出的这集试播集中，她以《女生秀》养猫人的身份出镜。同月晚些时候，全国广播公司宣布已由简·科拉克斯基取代德拉彻出演简娜一角，此外德拉彻还将在之后播出的《C开头的那个词》中诠释这个养猫人角色。在《后果》中，她扮演了一个名叫玛丽娅（Maria）的女佣，丽兹发现她被锁在一艘游艇的衣柜里。在《杰克遇上丹尼斯》里，德拉彻饰演了女演员伊丽莎白·泰勒。《崔西演柯南》中德拉彻出演的是崔西·乔丹出现幻觉时所看到的一个全身穿上臃肿蓝色服装的人，被称为“小蓝人”。在《分手》中，她诠释了帕梅拉·斯缪，是崔西和图弗之间的一组灵敏度训练治疗师成员。而到了《幼儿节目》中，德拉彻扮演了一位名叫格丽塔的女子，听说丽兹·莱蒙想怀个孩子后表示自己愿意做她的代孕母亲，而到了《熬夜》里，她饰演的是杰克喝醉后叫来的一个妓女。在本集节目中，德拉彻诠释的是电视台大楼前引领抗议示威的一名领袖玛尔莎·布兰奇。《周六夜现场》还有其他多位演员也参加了《我为喜剧狂》的演出，包括弗莱德·阿米森、克里斯汀·韦格、威尔·福特、莫莉·香侬、霍拉提奥·桑斯、杰森·苏戴奇斯、简·霍克斯、克里斯·帕内尔等。菲和崔西·摩根都曾是《周六夜现场》的主要演员。亚历克·鲍德温也曾16次担任《周六夜现场》主持人，创下了该节目的最高纪录。

## 反响
根据尼尔森收视率调查的数据，《恶战》在美国首播时一共有460万户家庭观看，在18-49岁年龄段人群中收获了2.4 / 5的收视率。这意味着播出时全美所有该年龄段人仕中有2.4%观看这集节目，而当时有看电视的这一年龄段观众群里则有5%选择收看《恶战》，与上一集《C开头的那个词》500万户家庭观看的成绩相比有所下降。
美国在线电视小队的朱丽亚·沃德（Julia Ward）称赞这集的三条故事线索都非常优异，亚历克·鲍德温谈判的桥段因其对台词的精准把握而无比亮眼。沃德称鲍德温的出众表现并不局限在这一集中，正是这些表现为他赢得了一座金球奖。她还表扬了《我为喜剧狂》在过去几个星期的时间里持续给出了让人满意的表现，已经给节目找到了恰当的节奏和步调。IGN网站的艾里克·戈德曼（Eric Goldman）感觉《恶战》通过非常娴熟的技巧将3条故事线索像变戏法一般呈现出来，共同奉献了一出优异、实在的喜剧节目。他还认为《我为喜剧狂》剧组已经为简娜一角找到了更合适的角度，所以这一集里该角色也有着不错的表现。戈德曼还称赞了崔西和肯尼斯的故事桥段，认为这是“像样的一段”。
《恶战》一共获得了3个奖项提名，最终有一项获奖。蒂娜·菲的丈夫杰夫·里士满获得了一项艾美奖杰出原创主题音乐提名。编剧马特·哈伯德获得美国编剧工会奖最佳喜剧剧集提名。《恶战》还获得了黄金时段艾美奖杰出喜剧剧集奖提名并成功胜出。